# ケネス・M・ムンガラ
ケネス・M・ムンガラ（Kenneth Mburu Mungara、1973年9月7日 - ）は、ケニア共和国リムル出身のマラソン選手。2015年のゴールドコーストマラソンで2時間08分42秒を記録して男子マラソンのマスターズ記録を塗り替えた。

## 経歴

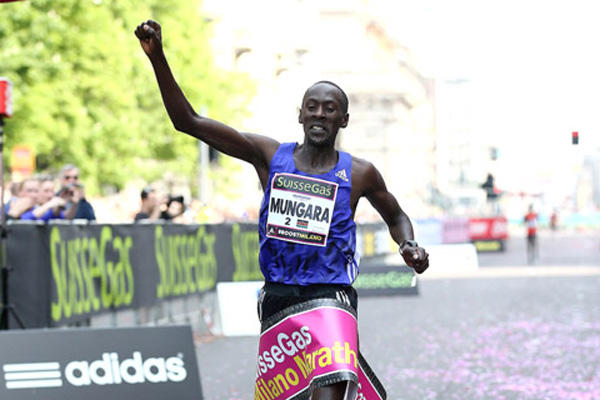
2015年ミラノマラソンゴール直後

31歳まで理髪店を営んでいたムンガラは顧客のランナーを見て自分の方が早く走れるのではと思いランナーに転向したという。
マラソンデビューは2007年のケルンマラソンでタイムは2時間11分36秒で結果は4位。この時の彼の年齢は34歳であった。自己ベストは2011年のプラハマラソンにて記録した2時間7分36秒ではあるがこの大会では惜しくも2位に終わる。2007年のケルンマラソン以降、23のマラソンの大会に出場し11度もの優勝を誇る。
最初に優勝した国際レースが2008年のプラハマラソンでタイムは2時間11分6秒。その四ヵ月後のトロントマラソンでは2時間11分2秒で優勝しており、このトロントマラソンでは2008年から2011年まで4年連続で優勝することになる。
2012年は不調のシーズンを迎えてしまいパリマラソンでは2時間15分59秒、中央ソウルマラソンでは2時間16分53秒など記録は振るわなかったが2013年のナイロビマラソンでは2時間11分40秒の記録で優勝して復活を遂げる。
2015年のミラノマラソンでは41歳の年齢で2時間8分44秒の記録で優勝。これは2003年にメキシコのランナーであるアンドレ・エスピノーサがベルリンマラソンにて樹立した2時間8分46秒のマスターズ記録を12年ぶりに塗り替える快挙となる。またこの年の7月に行われたゴールドコースとマラソンでは自らの持つマスターズ記録を2秒縮めて2時間8分42秒の記録で優勝する。
2016年にはミラノマラソンに連覇を狙いに出場し自らの持つマスターズ世界記録のタイムを更新する2時間8分38秒の好記録を出すものの3位に終わる。そして7月はゴールドコーストマラソンに出場しこちらも連覇を狙いに行き川内優輝とのデッドヒートを制して2時間9分で優勝。
2017年は再びミラノマラソンに挑戦をするも惜しくも2位に終わり7月2日に行われたゴールドコーストマラソンでは大会3連覇に挑むもののゴール前で野口拓也に抜かされ2位に終わってしまい2017年は未勝利となってしまう。

## マラソン成績

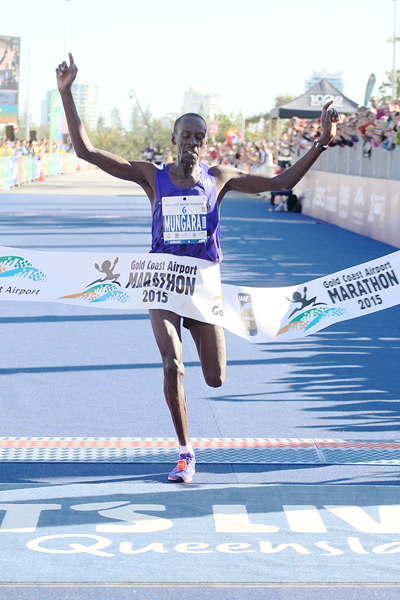
2015年ゴールドコーストマラソンゴール直後

| 年     | 大会名                   | 開催地                           | タイム        | 順位 | 備考               |
| ------ | ------------------------ | -------------------------------- | ------------- | ---- | ------------------ |
| 2006年 | ナイロビマラソン         | ナイロビ                         | 2時間17分38秒 | 19位 |                    |
| 2007年 | ケルンマラソン           | ケルン、ドイツ                   | 2時間11分36秒 | 4位  |                    |
| 2007年 | モンバサマラソン         | モンバサ、ケニア                 | 2時間10分13秒 | 2位  |                    |
| 2008年 | ティベリアマラソン       | ティベリア、イスラエル           | 2時間10分37秒 | 2位  |                    |
| 2008年 | プラハマラソン           | プラハ、チェコスロバキア         | 2時間11分06秒 | 1位  |                    |
| 2008年 | トロントマラソン         | トロント、カナダ                 | 2時間11分01秒 | 1位  |                    |
| 2009年 | ムンバイマラソン         | ムンバイ、インド                 | 2時間11分51秒 | 1位  |                    |
| 2009年 | プラハマラソン           | プラハ、チェコスロバキア         | 2時間10分29秒 | 3位  |                    |
| 2009年 | トロントマラソン         | トロント、カナダ                 | 2時間8分32秒  | 1位  |                    |
| 2010年 | 別府大分毎日マラソン     | 別府、日本                       | 2時間11分5秒  | 5位  |                    |
| 2010年 | トロントマラソン         | トロント、カナダ                 | 2時間7分57秒  | 1位  |                    |
| 2010年 | シンガポールマラソン     | シンガポール                     | 2時間14分6秒  | 1位  |                    |
| 2011年 | トロントマラソン         | トロント、カナダ                 | 2時間9分49秒  | 1位  |                    |
| 2011年 | プラハマラソン           | プラハ、チェコスロバキア         | 2時間7分36秒  | 2位  | 自己ベスト         |
| 2012年 | パリマラソン             | パリ、フランス                   | 2時間15分58秒 | 30位 |                    |
| 2012年 | 中央ソウルマラソン       | ソウル、韓国                     | 2時間16分53秒 | 8位  |                    |
| 2012年 | シンガポールマラソン     | シンガポール                     | 2時間17分40秒 | 4位  |                    |
| 2013年 | ナイロビマラソン         | ナイロビ、ケニア                 | 2時間11分40秒 | 1位  |                    |
| 2014年 | ムンバイマラソン         | ムンバイ、インド                 | 2時間14分13秒 | 10位 |                    |
| 2014年 | シンガポールマラソン     | シンガポール                     | 2時間16分42秒 | 1位  |                    |
| 2015年 | ミラノマラソン           | ミラノ、イタリア                 | 2時間8分44秒  | 1位  |                    |
| 2015年 | ゴールドコーストマラソン | ゴールドコースト、オーストラリア | 2時間8分42秒  | 1位  | コースレコード     |
| 2015年 | ホノルルマラソン         | ホノルル、アメリカ合衆国         | 2時間18分36秒 | 5位  |                    |
| 2016年 | ミラノマラソン           | ミラノ、イタリア                 | 2時間8分38秒  | 3位  | マスターズ世界記録 |
| 2016年 | ゴールドコーストマラソン | ゴールドコースト、オーストラリア | 2時間9分00秒  | 1位  |                    |
| 2016年 | シンガポールマラソン     | シンガポール                     | 2時間18分38秒 | 4位  |                    |
| 2017年 | ミラノマラソン           | ミラノ                           | 2時間9分37秒  | 2位  |                    |
| 2017年 | ゴールドコーストマラソン | ゴールドコースト                 | 2時間9分04秒  | 2位  |                    |
| 2017年 | イスタンブールマラソン   | イスタンブール                   | 2時間12分01秒 | 4位  |                    |